# Heliophorus mogorka
Heliophorus mogorka är en fjärilsart som beskrevs av Evans 1932. Heliophorus mogorka ingår i släktet Heliophorus och familjen juvelvingar. Inga underarter finns listade i Catalogue of Life.